# 湖北省博物館
湖北省博物館（こほくしょうはくぶつかん）は中華人民共和国湖北省武漢市にある博物館。

## 概説
1953年開設。2002年、湖北省文物考古研究所と統合。2007年、新館オープン。
旧石器時代から近現代に至る文化財約20万点を収蔵する。楚の遺跡から出土した文物は特筆される。
主な所蔵品に、曾侯乙墓出土品、郭店楚簡、越王勾践剣などがある。
東湖のほとりに建ち、毛沢東旧居にも近い。

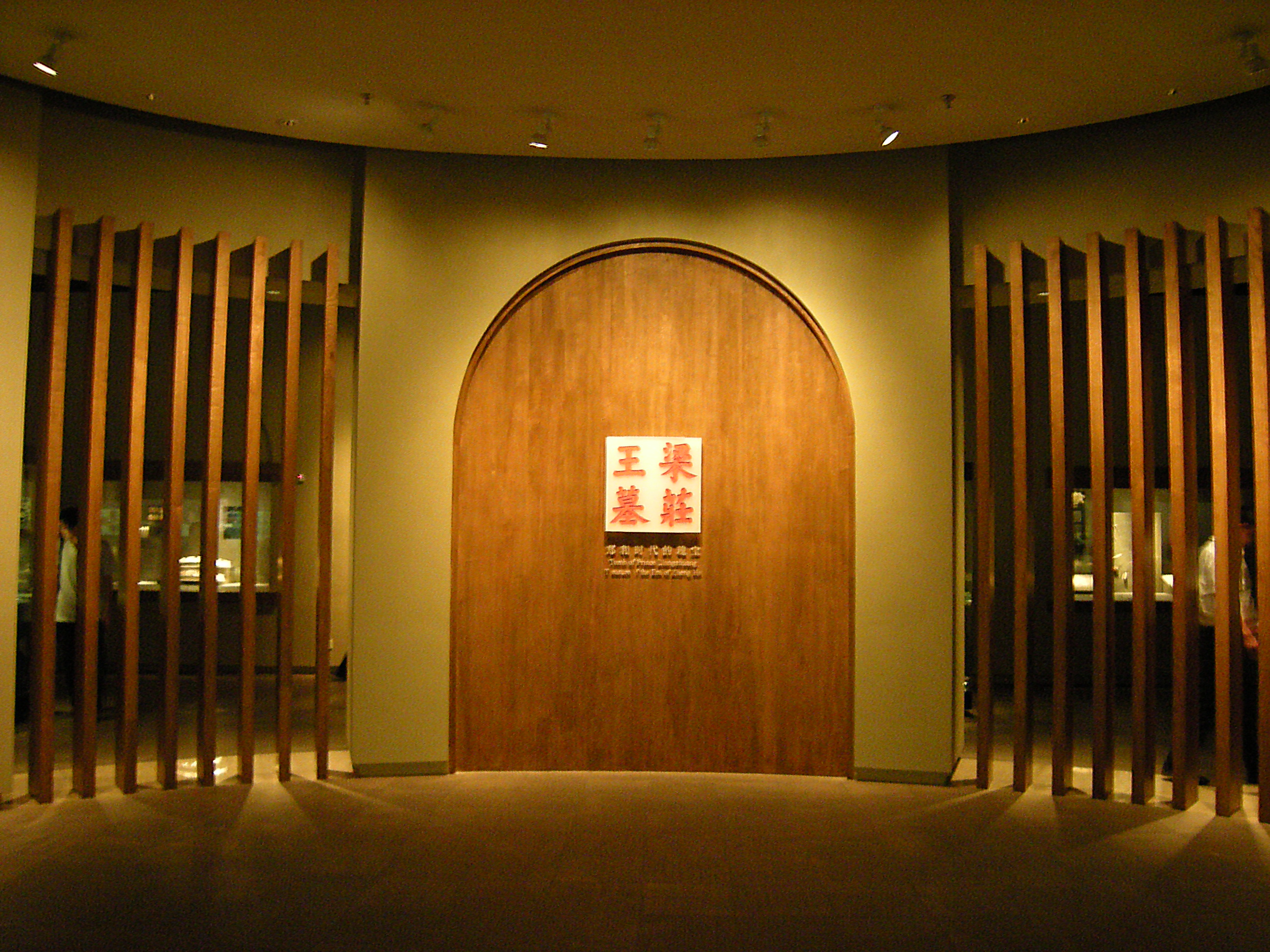
梁荘王墓展示室
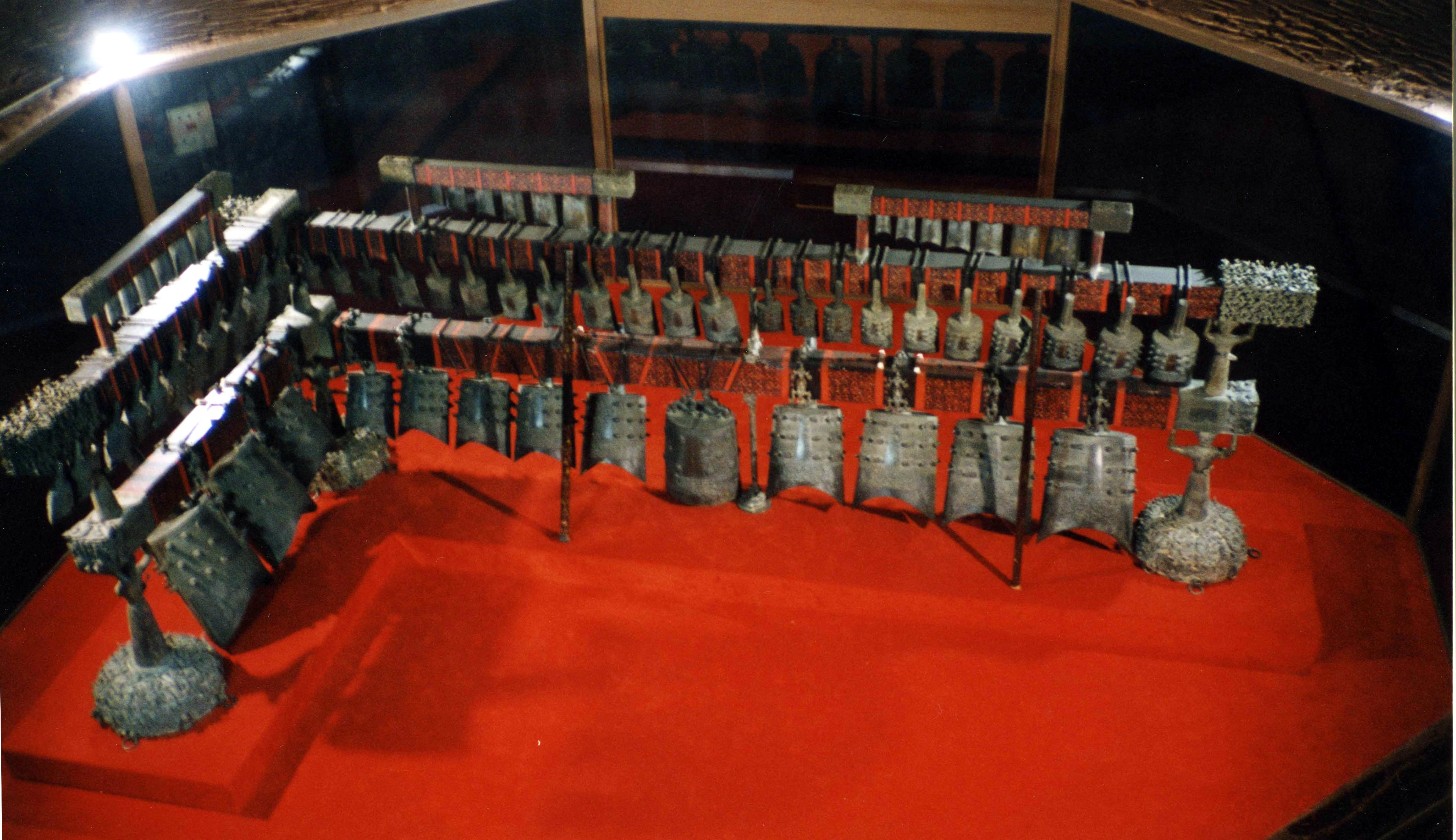
曾侯乙墓から出土した編鐘
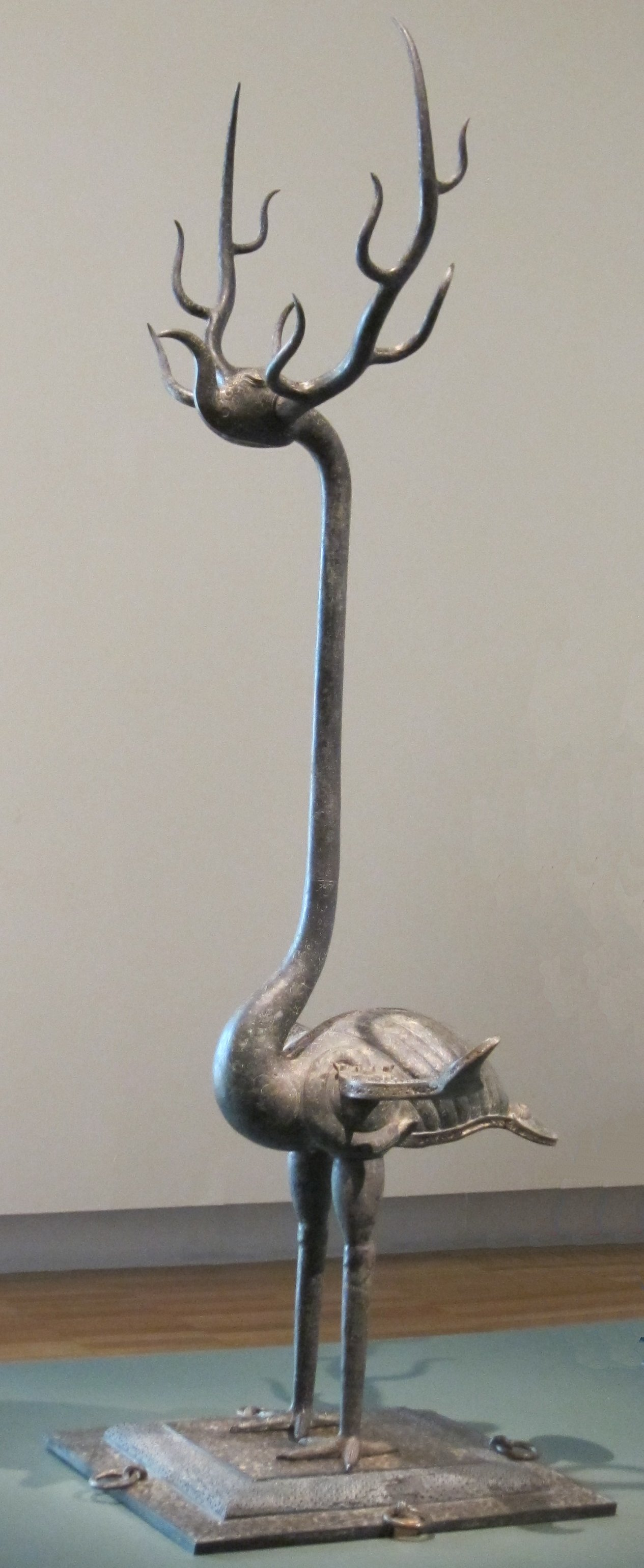
曾侯乙墓から出土した鶴の像
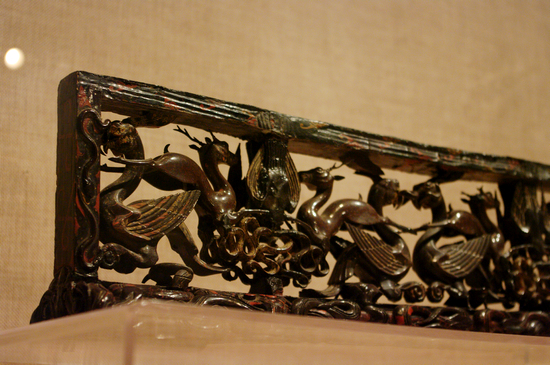
彩漆木彫小座屏、紀元前4-3世紀
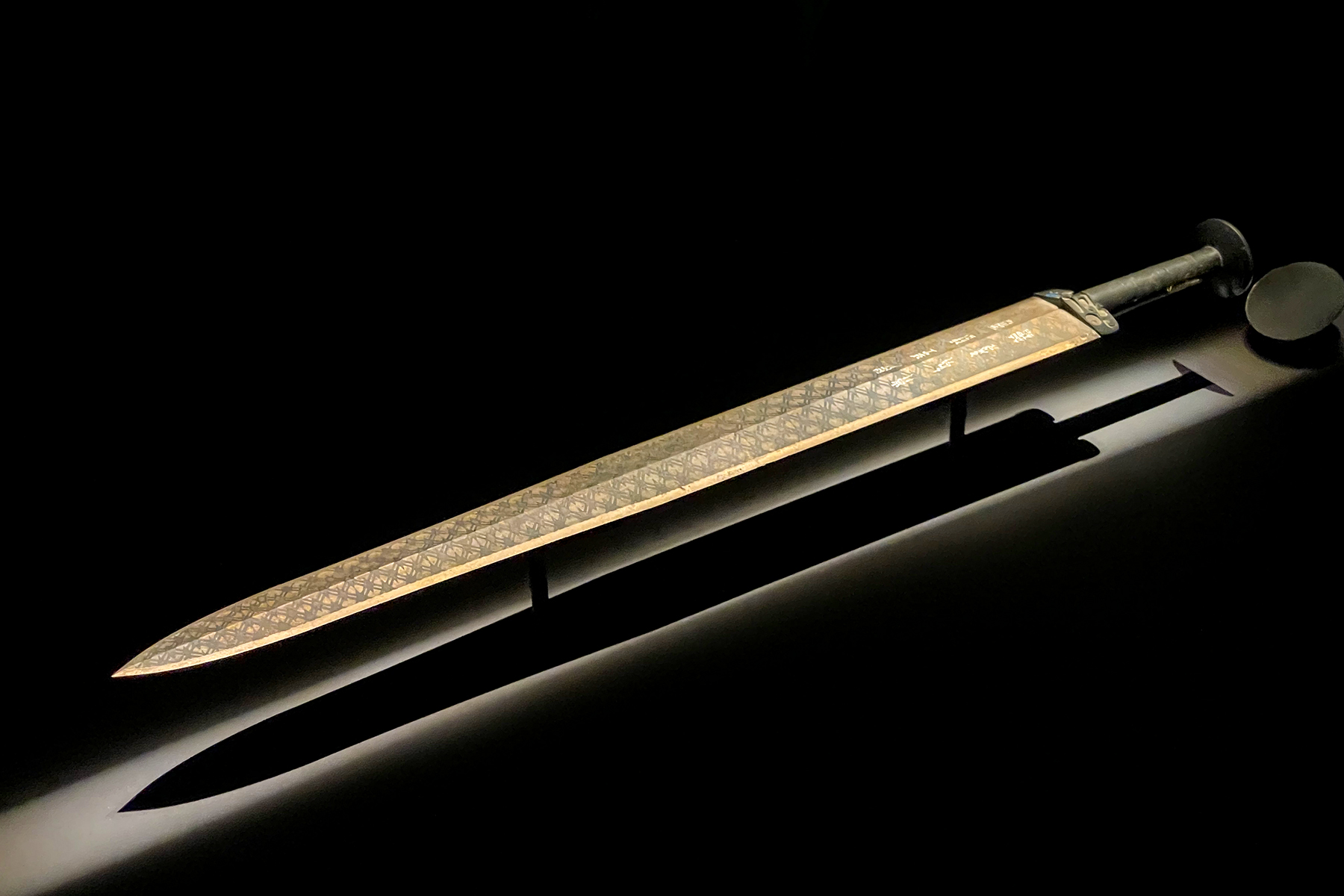
越王勾践剣
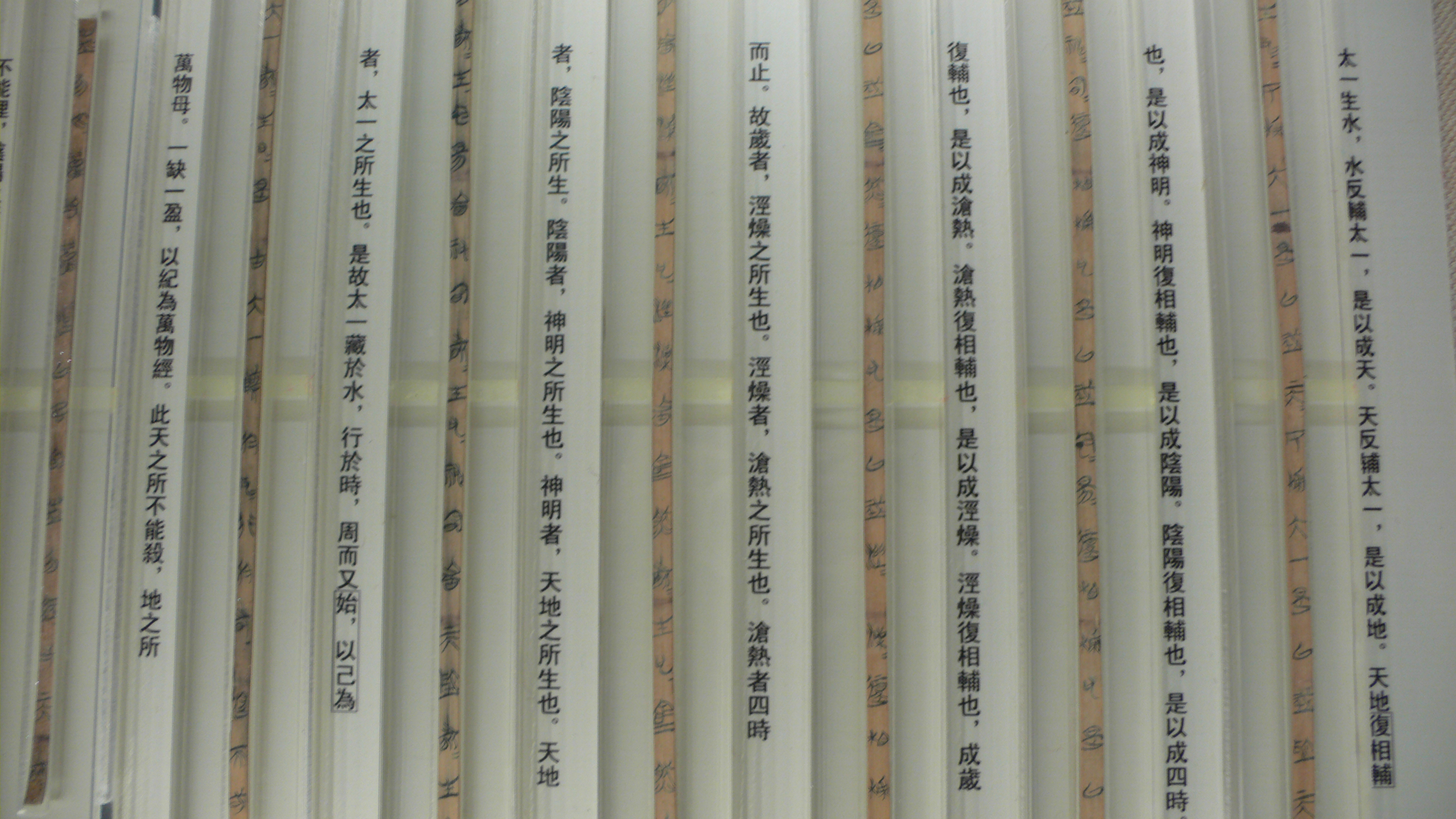
郭店楚簡
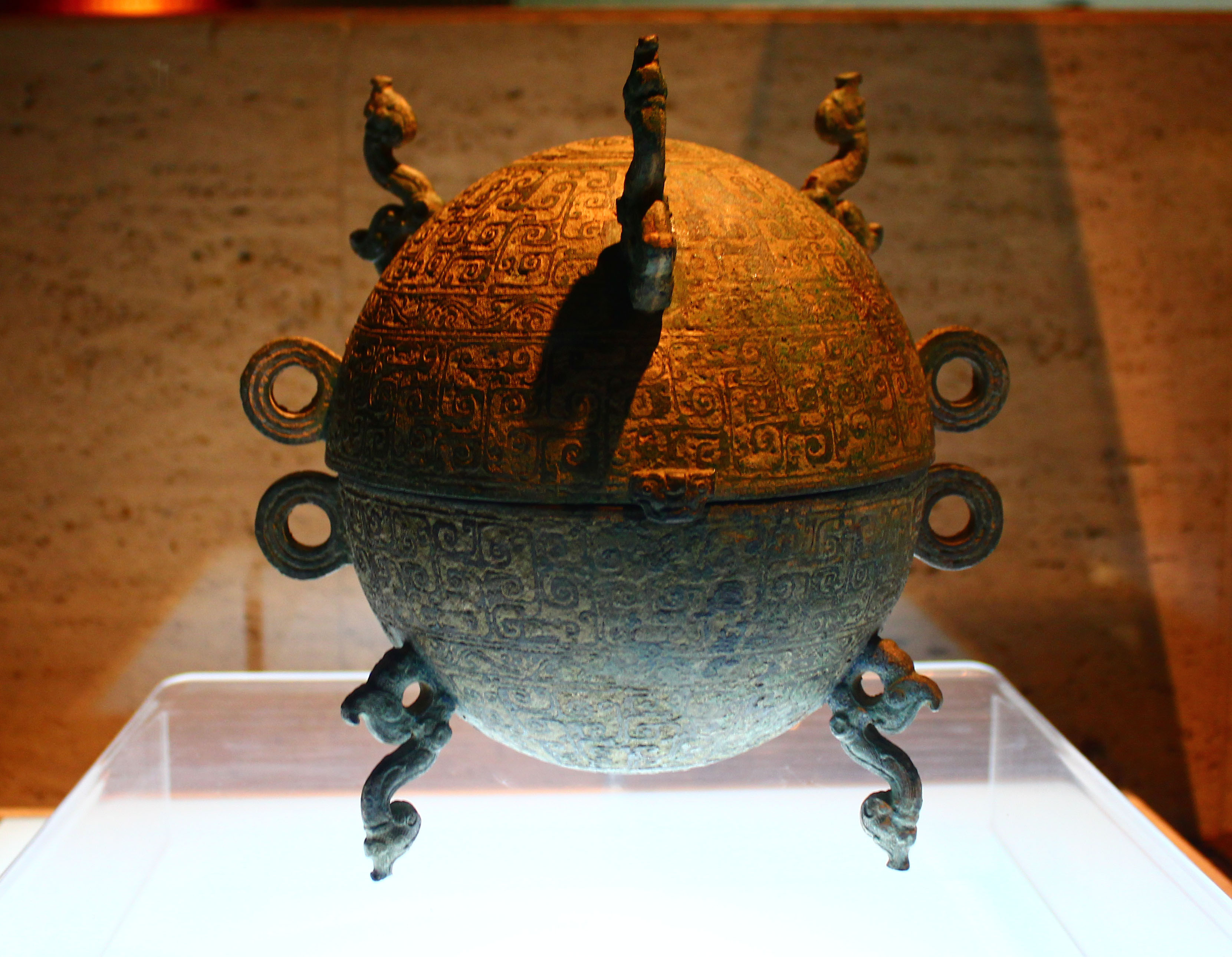
敦
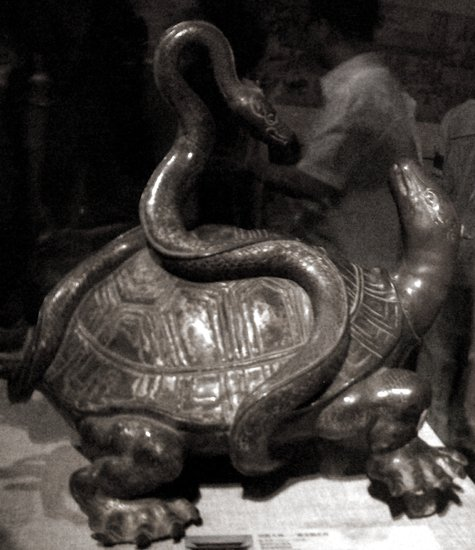
玄武像、15世紀初期
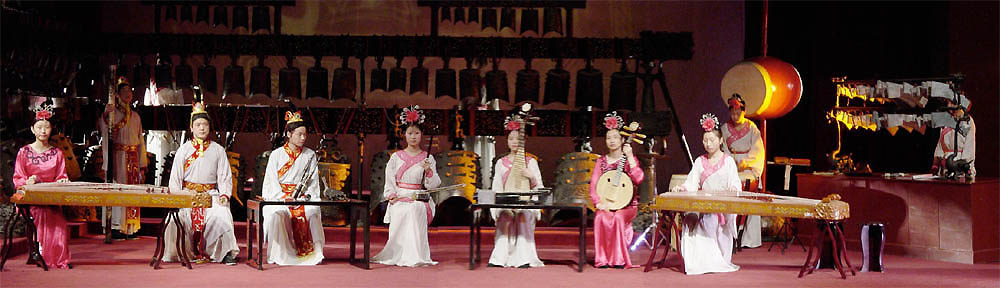
古代楽器の演奏会